# حليمة بشير
حليمة بشير هي مؤلفة «دموع الصحراء»، وهي مذكرة حول تجارب النساء مع الإبادة والحرب في دارفور. عملت بشير طبيبة في ريف السودان، قبل تعرضها للإيذاء على يد جهاز المخابرات والأمن الوطني السوداني بعد إبلاغها مسؤولي الأمم المتحدة بتفاصيل هجوم شنته ميليشيا الجنجويد على مدرسة قريبة. انتقلت بشير بعد ذلك إلى المملكة المتحدة مطالِبةً بحق اللجوء.

## النشأة
نشأت حليمة بشير، وهو اسم مستعار لحمايتها، في ريف دارفور غربيّ السودان. وكانت البنت الكبرى من بين أربعة أطفال ومتفوقة دراسيًا.
تدربت بشير لتصبح طبيبة بدعم من والدها، وانتهت من التدريب قبيل بداية الإبادة الجماعية والحرب في دارفور. بعد تعيينها في أحد المستوصفات، عبرت بشير في مقابلة صحفية عن معارضتها للموقف الرسمي للحكومة السودانية. أدى ذلك إلى احتجاز السلطات لها وتهديدها، ثم تعيينها في مستوصف ريفي وتحذيرها من مغبة التحدث مع الصحفيين الغربيين.
عكفت بشير على علاج ضحايا ميليشيا الجنجويد في المستوصف الجديد، بما فيهم فتيات مدارس تعرضن للاغتصاب الجماعي. وصرحت بشير لاحقًا: «لم أتعلم في أي من سنوات دراستي كيفية التعامل مع بنات تعرضن للاغتصاب الجماعي في عمر الثامنة، وعلاجهن في مستوصف ريفي يعاني نقصًا في مستلزمات تقطيب الجروح». أبلغت بشير الحقيقة كاملة إلى مسئولَيْن من الأمم المتحدة كانا في مهمة لجمع المعلومات حول الهجوم. ونتيجة لذلك، احتجزها جهاز الأمن والمخابرات الوطني السوداني حيث تعرضت للاغتصاب الجماعي والتعذيب بالحرق بالسجائر والتجريح بالسكاكين على مدار عدة أيام. أُطلق سراحها لاحقًا وأُعيدت لقريتها، حيث دبر والدها زواجها من نسيبها، شريف، والذي لم تلتقه من قبل سوى مرة واحدة. اختار والدها شريف لأنه كان يُنظَر إليه على أنه تقدمي. تعرضت القرية لهجوم مسلح بعد وقت قصير، مما أسفر عن مقتل والد حليمة بشير واختفاء إخوتها.

## مشوار الكتابة في الخارج
غادرت بشير السودان إلى المملكة المتحدة بغية الحصول على حق اللجوء، حيث اتفقت مع أحد مهربي البشر لتهريبها مقابل بعض المجوهرات. خلال فترة تواجدها في المملكة المتحدة، عبرت بشير عن احتجاجها على الموقف السلبي للبلاد تجاه السودان، وذلك في خطاب سلمته شخصيًا إلى اللورد ديفيد تريزمان، وزير الشأن الأفريقي في الحكومة البريطانية. كما ألفت بشير مذكرات شخصية بعنوان دموع الصحراء بالتعاون مع الصحفي البريطاني داميان لويس. حصلت بشير على دعم زوجها لتؤلف الكتاب رغم عدم علمه بالقصة كاملة؛ فقد صرحت: «لم يكن زوجي يعلم الكثير عن حياتي حتى خرج كتابي للنور. أما الآن فقد اصطدم بحقائق جديدة وبات يعرف تفاصيل أكثر من ذي قبل».
غيرت بشير أسماء الأشخاص والأماكن الحقيقية لأخرى وهمية، غير أن لجنة التحقق المستقل في صحيفة نيويورك تايمز طالبتها بإظهار الحقائق كما هي دون مبالغة. دشنت الصحيفة كذلك حملة لمطالبة الولايات المتحدة بمنح بشير تأشيرة الدخول إلى أراضيها. وقد عبرت بشير عن رغبتها في العودة إلى السودان مستقبلًا؛ معللة ذلك برغبتها في مد العون لأهل قريتها: «أحلم بالعودة إلى موطني لأمارس الطب وأحقق حلم والدي، لكنني لن أستطيع ذلك إن لم يساعدنا العالم في تحقيق السلام في دارفور». تلقت بشير جائزة آنا بوليتكوفسكايا في عام 2010؛ تقديرًا لجرأتها في التحدث عن هجمات الجنجويد العنيفة على فتيات المدارس في دارفور.